# Johann Pachelbel

Chữ ký của Pachelbel trong bức thư ông gửi tới chính quyền thành phố Gotha năm 1695

Johann Pachelbel hoặc theo một hình ảnh của ông, tên là Johann Christoph Pachelbel (phiên âm /ˈpækəlbɛl/, tiếng Đức IPA: [ˈpaxɛlbl̩], [ˈpaxl̩bɛl], hay [paˈxɛlbl̩]) (cuối tháng 8 năm 1653 - tháng 3 năm 1706) là một nhà soạn nhạc người Đức kiêm nghệ sĩ đàn organ thời kỳ Baroque và là một giáo viên, người đã đưa nền âm nhạc organ truyền thống miền nam nước Đức lên thời đỉnh cao. Ông sáng tác rất nhiều tác phẩm thánh ca và những đóng góp của ông cho dòng nhạc thánh ca và tẩu pháp đã giúp ông trở thành một trong những nhà soạn nhạc vĩ đại nhất thời trung Baroque.
Các tác phẩm của Pachelbel giành được tiếng tăm lớn ở thời đại của ông. Ông có rất nhiều học trò và âm nhạc của ông đã trở thành hình mẫu cho các nhà soạn nhạc miền Nam và Trung nước Đức. Ngày nay, Pachelbel được biết đến nhiều nhất với nhạc phẩm bất hủ Canon, nhạc phẩm canon duy nhất mà ông sáng tác. Ngoài canon, ông còn có những tác phẩm nổi tiếng khác như the Chaconne in F minor, the Toccata in E minor cho đàn organ, the Hexachordum Apollinis cho thể loại đàn dùng bàn phím.
Các tác phẩm âm nhạc của Pechelbel chịu ảnh hưởng của các nhà soạn nhạc Đức như Johann Jakob Froberger và Johann Kaspar Kerll, các nhà soạn nhạc Ý như Girolamo Frescobaldi và Alessandro Poglietti, các nhà soạn nhạc Pháp và các nhà soạn nhạc của âm nhạc truyền thống vùng Nürnberg. Âm nhạc của Pechelbel được biết đến với sự đơn giản, nhẹ nhàng mang phong cách đối âm vô phức.

## Cuộc đời

### 1653–1673: Thời trẻ và sự nghiệp học hành (Nuremberg, Altdorf, Regensburg)

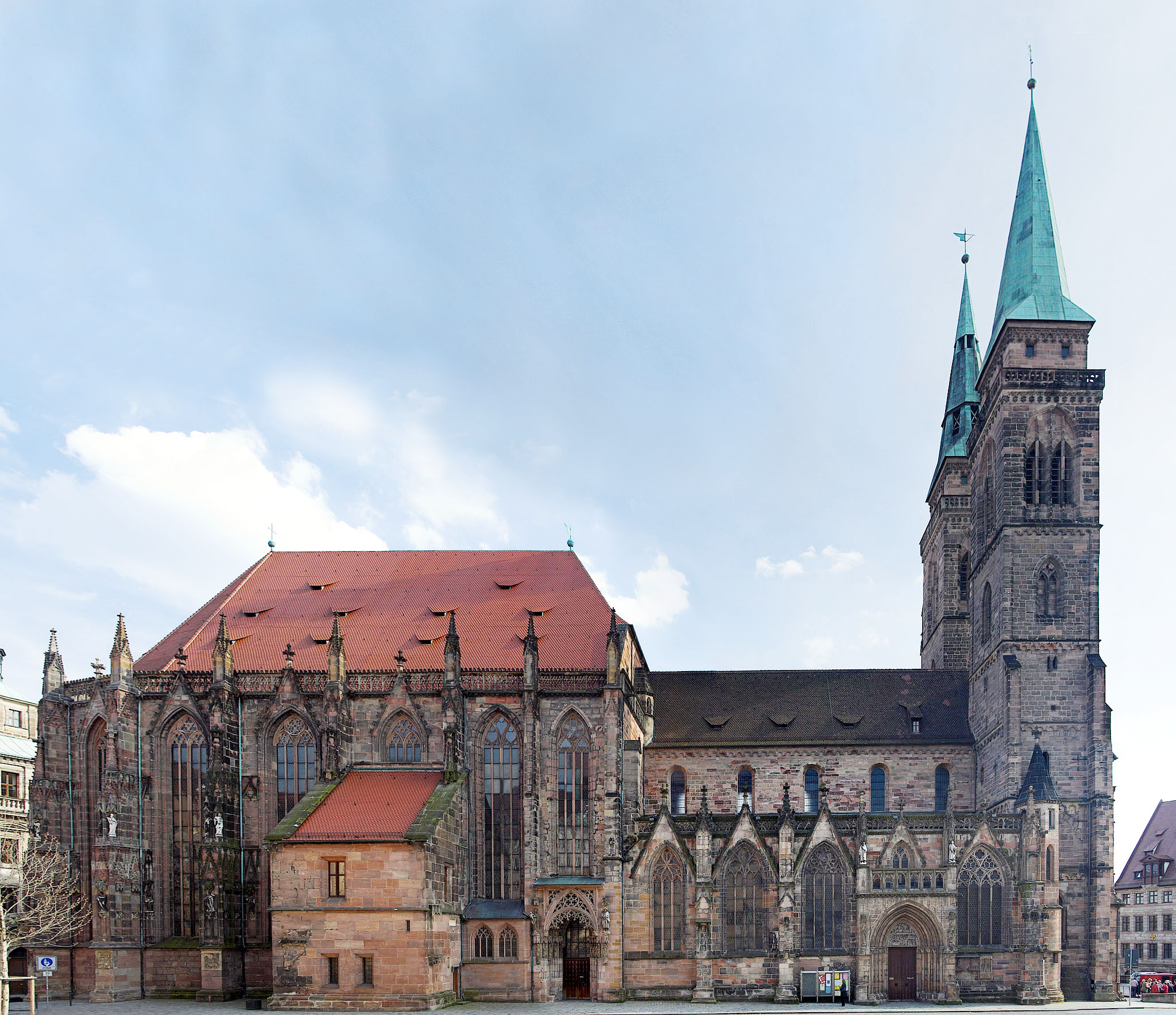
Nhà thờ St. Sebaldus ở Nuremberg, một nơi đóng vai trò quan trọng trong cuộc đời của Pachelbel.

Johann Pachelbel sinh năm 1653 tại Nuremberg trong một gia đình thuộc tầng lớp trung lưu, ông là con trai của Johann (Hans) Pachelbel (* 1613 tại Wunsiedel, Đức), một người bán rượu và vợ thứ Anna (Anne) Maria Mair. Ngày sinh của Pachelbel cho đến nay vẫn chưa được biết đến, do ông được làm lễ rửa tội vào ngày 1 tháng 9, nên có thể ông được sinh vào cuối tháng 8. Thời trẻ, Pachelbel học nhạc cùng với Georg Caspar Wecker, nghệ sĩ organ và hợp xướng của nhà thờ Sain Sebald. Có nguồn tin cho rằng Pachelbel cũng đã học nhạc với Heinrich Schwemmer, nhạc sĩ và cũng là giáo viên âm nhạc trong cùng nhà thờ đó và cũng là giáo viên dạy nhạc của trường Nuremberg, nhưng nguồn tin này vẫn chưa rõ ràng. Dù thế nào đi nữa thì cả Wecker và Schewemmer cũng từng là học trò của Johan Erasmus Kindermann, một trong những người sáng lập nên nền âm nhạc dân gian Nuremberg đồng thời cũng là học trò của Johann Staden.
Pachelbel bắt đầu học tiểu học tại St. Lorenz Hauptschule và Auditorio Aegediano tại Nürnberg, đến năm 1669 thì trở thành sinh viên của Đại học Altdorf, tại đây ông đã được bổ nhiệm làm nghệ sĩ organ cho nhà thờ St. Lorenz trong cùng năm đó. Tuy nhiên những khó khăn về tài chính đã buộc ông phải rời trường sau chưa đến một năm nhập học. Tuy nhiên ông cũng đã nhận học bổng theo học ở trường Gymnasium Poeticum tại Regensburg khi hội đồng của trường thực sự ấn tượng với năng khiếu âm nhạc của ông.
Tại đây, Johan Pachelbel được cho phép học thêm nhạc ở ngoài nhà trường. Thầy dạy ông lúc này là Kaspar Prentz, người từng một thời là học trò của Johann Kaspar Kerll, đây là người chịu ảnh hưởng từ các nhà soạn nhạc Ý như Giacomo Carissimi. Đó cũng cho là lý do vì sao âm nhạc của Johan Pachelbel mang nhiều phong cách nhạc Ý thời kì Baroque cũng như âm nhạc nhà thờ.

### 1673–1690: Sự nghiệp (Viên, Eisenach, Erfurt)
Prentz chuyển đến Eichstätt năm 1672, trong giai đoạn này ít có tài liệu viết về cuộc đời Pachelbel do vậy người ta không rõ ông vẫn ở lại Resensburg cho đến năm 1673 hay ra đi cùng lúc với người thầy. Năm 1673, Pachelbel sống ở Viên (Viên) và làm người chơi organ phụ tại thánh đường Saint Stephen lừng danh. Lúc đó, Viên đang là trung tâm của vương quốc Habsburg và đóng vai trò quan trọng về văn hóa, âm nhạc thống trị thị hiếu đương thời là nhạc từ Ý (Italia). Nhiều nhà soạn nhạc nổi tiếng đã làm việc ở đó và có nhiều người góp phần làm thay đổi truyền thống âm nhạc Châu Âu, đặc biệt có Johann Jakob Froberger là nhạc sĩ organ của cung đình Viên cho đến năm 1657 và sau đó là Alessandro Poglietti, có Georg Muffat và Johann Kaspar Kerll. Trong thời gian ở Viên có thể ông này quen biết hơn nữa có thể đã dạy Pachelbel vì người ta thấy trong nhạc của ông có dấu ấn của phong cách Kerll.

Pachelbel sống ở Viên trong 5 năm, tiếp thu âm nhạc của các nhạc sĩ Thiên Chúa giáo đến từ Ý và miền nam Đức, đó là nền âm nhạc tương phản với truyền thống âm nhạc Lutheran. Pachelbel giống Haydn ở một vài điểm như là Haydn cũng từng là nhạc sĩ chuyên nghiệp tại thánh đường Saint Stephen lúc trẻ cũng như đã tiếp thu âm nhạc của các nhạc sĩ nổi tiếng đương thời.

Năm 1677, Pachelbel chuyển đến Eisenach nơi ông được thuê làm nhạc sĩ cung đình cho Johann Georg I, công tước Saxe-Eisenach. Ở Eisenach ông gặp các thành viên gia đình Bach (quê bố của J. S. Bach, Johann Ambrosius Bach), ông trở thành bạn thân của Johann Ambrosius và làm gia sư cho các con của ông này. Tuy nhiên Pachelbel chỉ sống có 1 năm ở Eisenach. Vào năm 1678 anh của Johann Georg là Bernhard II, công tước vùng Saxe-Jena chết, trong thời gian để tang số lượng các nhạc sĩ cung đình bị cắt giảm rất nhiều, Pachelbel cũng lâm vào cảnh thất nghiệp. Ngày 18 tháng 5 năm 1678, ông rời Eisenach với giấy chứng nhận mà ông nhờ Eberlin viết cho, trong đó viết về ông là "một nhạc sĩ bậc thầy tuyệt vời và hiếm có".

Tháng 6 năm 1678 Pachelbel được thuê làm nhạc công organ ở một nhà thờ Lutheran tại Erfurt thay chỗ Johann Effler (Effler sau này lại bị thay bởi J. S. Bach ở Weimar). Do gia đình Bach rất nổi danh ở Erfurt (ở nơi này gần như mọi nhạc công organ đều gọi là Bach) nên Pachelbel tiếp tục mối quan hệ thân hữu với họ tại đây. Ông trở thành cha đỡ đầu của con gái Johann Ambrosius, Johanna Juditha và ông dạy cho Johann Christoph Bach (1671-1721)- anh cả của Johann Sebastian Bach. Ông cư trú tại nhà Johann Christian Bach (1640-1682). Trong thời gian ông ở Erfurt kéo dài 12 năm, ông đã tạo dựng danh tiếng cho mình là một trong những nhạc sĩ sáng tác cho organ hàng đầu trong thời gian ông lưu lại.

Đoạn dạo đầu bài thánh ca là một trong những tác phẩm đặc trưng nhất trong giai đoạn ở Efurt của ông, nguyên do là bản hợp đồng yêu cầu ông chuyên chú vào sáng tác đoạn nhạc dạo cho các buổi lễ nhà thờ. Bên cạnh đó ông còn có nhiệm vụ bảo dưỡng organ và quan trọng hơn cả là hàng năm phải sáng tác 1 tác phẩm lớn để chứng tỏ sự tiến bộ của mình, và tác phẩm năm sau phải hay hơn năm trước.

Johann Christian Bach, chủ nhà của Pachelbel chết năm 1682. Tháng 6 năm 1684 Pachelbel mua lại ngôi nhà từ bà góa của Johann Christian. Năm 1686 ông được mời làm nhạc công organ cho nhà thờ St. Trinitatis ở Sondershausen. Thoạt đầu ông chấp nhận lời đề nghị nhưng sau đó phải từ bỏ sau một thời gian thương lượng, nguyên do là ông phải tham vấn các trưởng lão và những người có thẩm quyền của nhà thờ trước khi nhận công việc mới và dường như vấn đề được giải quyết êm thấm để không ảnh hưởng đến danh tiếng của ông, ông đã được đề nghị tăng lương để ở lại thêm 4 năm nữa.

Pachelbel kết hôn 2 lần trong thời gian ở Erfurt. Lần thứ nhất với Barbara Gabler, con gái thị trưởng Erfurt, ngày 25 tháng 10 năm 1681, nhưng người vợ này chết cùng với đứa con trai duy nhất của họ trong bệnh dịch vào tháng 10 năm 1683. Tác phẩm đầu tiên được xuất bản của Pachelbel, tập hợp các đoạn biến tấu gọi là Musicalische Sterbens-Gedancken (1683) có lẽ do ảnh hưởng của sự việc này. Mười tháng sau ông cưới Judith Drommer, con gái một người thợ làm đồ đồng vào ngày 24 tháng 8 năm 1684. Họ có năm con trai và hai con gái. Hai trong số các con trai, Wilhelm Hieronymus Pachelbel và Charles Theodore Pachelbel cũng thành nhạc sĩ viết cho organ. Charles Theodore đến thuộc địa Mĩ năm 1734. Một người con khác là Johann Michael trở thành người làm nhạc cụ ở Nuremberg. Một người con gái, Amalia, là họa sĩ và nghệ sĩ điêu khắc khá nổi tiếng.

### 1690–1706: Những năm cuối đời
Pachelbel là một người thành công xuất chúng tại Erfurt với vai trò vừa là nhạc công organ, vừa là nhà soạn nhạc và giáo viên dạy nhạc. Tuy nhiên ông vẫn xin được rời đi để tìm công việc khác tốt hơn và chính thức được chấp thuận ngày 15 tháng 8 năm 1690 với giấy chứng nhận sự cần cù và tính trung thực của ông.

Chưa tới nửa tháng sau ông đã có việc làm mới: từ ngày 1 tháng 9 năm 1690 ông là nhạc công organ cung đình Württemberg ở Stuttgart dưới sự bảo trợ của nữ công tước Magdalena Sibylla. Xui xẻo thay, công việc tuy tốt nhưng chỉ 2 năm sau ông phải bỏ đi do người Pháp tấn công thành phố trong cuộc chiến tranh 9 năm. Sau đó ông đến Gotha làm nhạc công organ của thị trấn trong vòng 2 năm, từ ngày 8 tháng 11 năm 1692. Tại Gotha ông cho xuất bản tập hợp tác phẩm nghi lễ đầu tiên, cũng là duy nhất: Acht Chorale zum Praeambulieren, vào năm 1693.

Ngày 23 tháng 10 năm 1694, gia đình nhà Bach tổ chức lễ cưới cho Johann Christoph Bach. Trong dịp này họ mời ông và các nhạc sĩ sáng tác khác viết và chơi nhạc. Có nhiều khả năng ông đã tham gia và đây là lần đầu tiên và là lần duy nhất Johann Sebastian Bach, lúc đó mới 9 tuổi, gặp mặt Pachelbel.

Trong 3 năm ở Gotha, hai lần ông nhận được mời làm việc, một vị trí ở Stuttgart và một vị trí tại đại học Oxford, nhưng ông đều không nhận lời. Trong khi đó nhạc sĩ organ Georg Caspar Wecker của nhà thờ St. Sebaldus tại Nuremberg chết ngày 20 tháng 4 năm 1695, nhà chức trách của thành phố bổ nhiệm Pachelbel vào vị trí đó mà không tổ chức thi tuyển hay mời các nhạc sĩ từ các nhà thờ cấp thấp hơn, ông lại đồng ý. Pachelbel rời Gotha năm 1695 và đến Nuremberg vào mùa hè năm đó.

Johann Pachelbel sống phần còn lại cuộc đời mình ở Nuremberg, ông cho xuất bản tuyển tập nhạc thính phòng Musikalische Ergötzung và Hexachordum Apollinis (1699), tổ khúc gồm sáu bản aria biến tấu dành cho đàn phím. Tuy phần lớn chịu ảnh hưởng của các nhạc sĩ Ý và miền nam Đức nhưng ông đề tặng Hexachordum Apollinis cho Dieterich Buxtehude thuộc trường phái miền bắc Đức.

Trong những năm cuối ông còn viết hòa khúc Vespers mang âm hưởng Ý và một tập hợp gồm hơn 90 bản fugue Magnificat.
Tháng 3 năm 1706, Johann Pachelbel mất lúc chỉ mới 52 tuổi, không biết chính xác ngày ông mất. Ông được an táng ngày 9 tháng 3 năm 1706 tại nghĩa trang của nhà thờ St. Rochus...
===Những ảnh hưởng và kiệt tác Canon in D